# رولاند فروند
رولاند فروند (آلمانی: Roland Freund؛ زادهٔ ۱۷ ژوئن ۱۹۵۵) بازیکن واترپلو اهل آلمان بود.